# Ángel de Lema

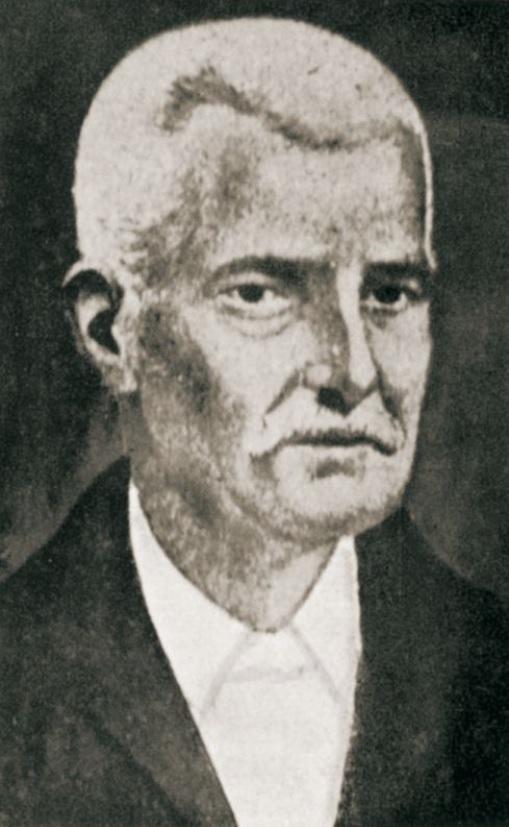
Retrato de Ángel de Lema

Ángel de Lema y Marina (Vigo, 1820-1884) fue un periodista español, cofundador del periódico Faro de Vigo, actual decano de la prensa española. 

## Biografía
Editor e impresor. Inició su actividad profesional con la edición de diversos folletos, como "Informe sobre el cólera morbo asiático" (1848), de Nicolás Taboada Leal. A partir del 3 de noviembre de 1843, su imprenta se dedicó casi exclusivamente a la edición de Faro de Vigo, fundado por los juristas Xosé Carbajal Pereira y Xosé Mª Posada. Con el tiempo pasó a ser de su propiedad, llegando a ejercer como director, cargo en el que fue relevado por su hijo Eladio de Lema Martín.
- Datos: Q11705533
- Multimedia: Ángel de Lema y Marina / Q11705533